# 加伍德湖
加伍德湖（英語：Lake Garwood），是南極洲的湖泊，位於維多利亞地的斯科特海岸，湖水來自加伍德冰川融雪，由英國的探險隊命名，現時由南極條約體系管理。